# Ruś Czarna

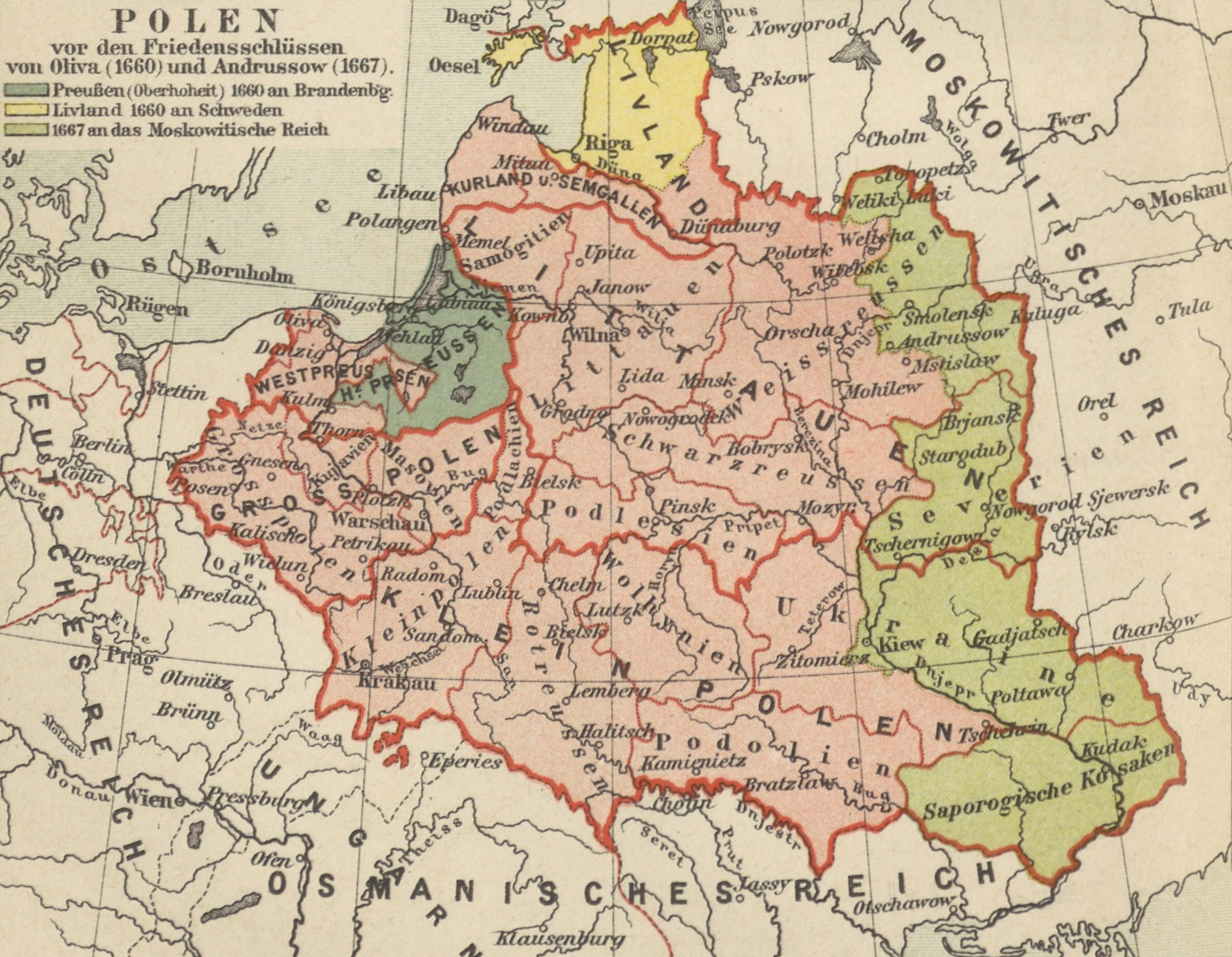
Rzeczpospolita w granicach z 1660 roku z zaznaczoną Czarną Rusią (jako Schwarzreussen) na niemieckiej mapie z 1890 roku

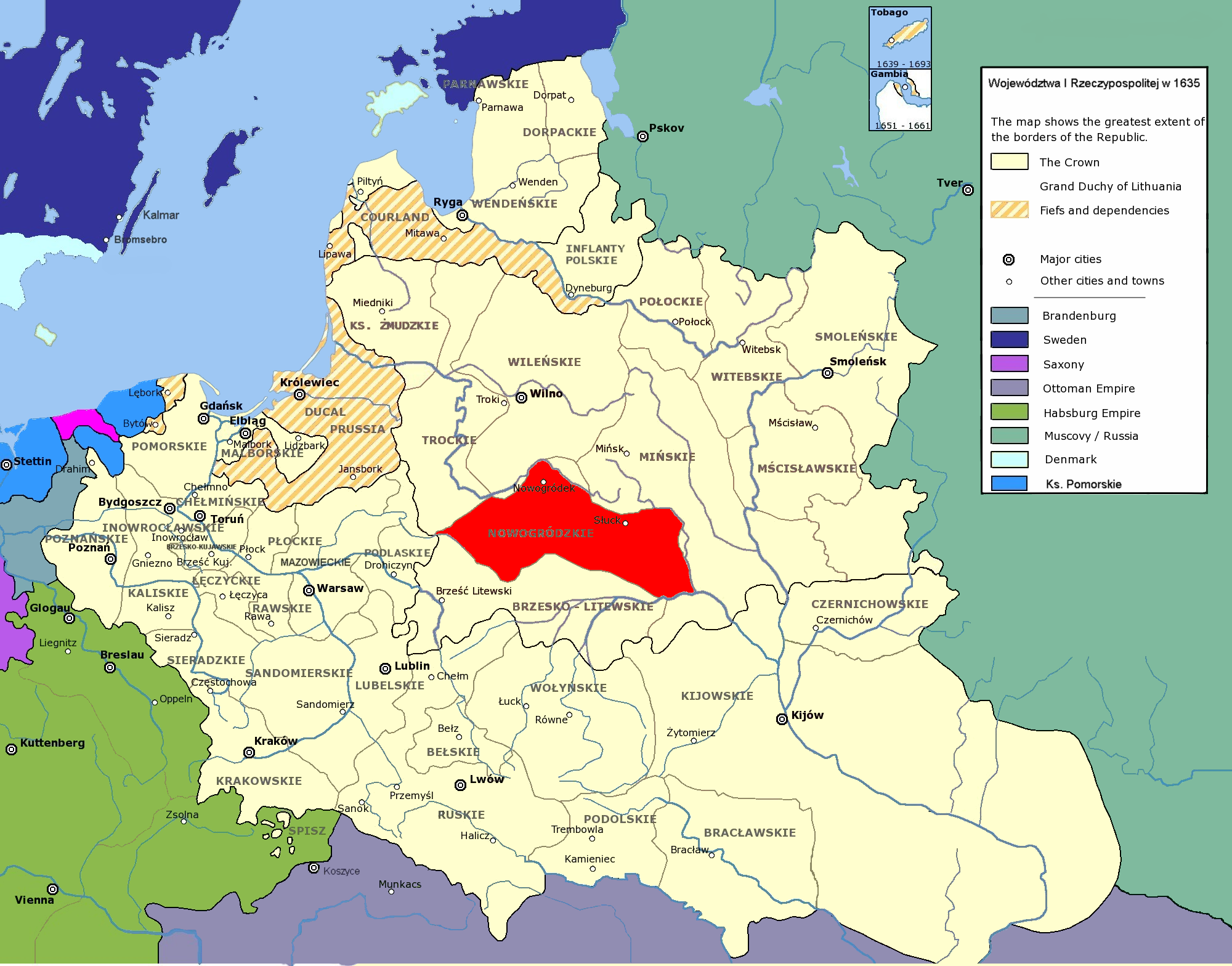
Województwo nowogródzkie

Ruś Czarna – kraina historyczna na terenie dzisiejszej Białorusi, położona między Prypecią, Ptyczem, dolną Berezyną i górnym Niemnem. Główne miasta regionu to Nowogródek, Wołkowysk, Słonim, Bobrujsk, Mozyr, Świsłocz, Nieśwież i powstałe później Baranowicze. Od północnego zachodu graniczy z Grodzieńszczyzną, od północy z Dzukią, od południa z Polesiem, od północnego wschodu z Rusią Białą, a od wschodu z Siewierszczyzną. Zachodni kraniec krainy leży w granicach Polski, w gminie Michałowo.

## Terytorium
W XVIII i XIX wieku Ruś Czarną definiowano jako obszar obejmujący województwo nowogródzkie oraz powiaty rzeczycki i mozyrski z województwa mińskiego.
Zygmunt Gloger w Geografii historycznej ziem dawnej Polski pisze:  „Województwo Nowogrodzkie i strony Grodzieńskie, po Podlasie, nazwano, bez wyjaśnionego powodu, Rusią Czarną. Obie te jednak nazwy nie upowszechniły się nigdy w mowie ludu ziem powyższych.”
Litwa i Białoruś Leona Wasilewskiego obszar Rusi Czarnej definiuje jako kraj dopływów Niemna z prawej strony.

## Nazwa
Niektórzy uczeni przypuszczają, że „kolorowe” nazwy Rusi powstały w XIII wieku i były zapożyczeniem od ludów ałtajsko-tureckich, które używały kolorów do oznaczenia kierunków geograficznych:
- czerwień – południe,
- biel – zachód,
- czerń – północ,
- wschód – niebieski,
- środek – zielony.

Przykładowo tur., tuw., ałt. wyraz „kara” znaczy zarówno „czarny”, jak i „północ”.
Z kolei przyjmując słowiańską logikę kolorów: biały to północ (Biała Ruś), czarny to południe (Czarna Ruś), a czerwony to zachód (Czerwona Ruś, najbardziej na zachodzie położona część Rusi).
Jako pierwszy o Czarnej Rusi wspomniał węgierski kronikarz Heinrich von Mügeln (zm. 1380), jednak nie jest jasne czy rozumiał przez to pojęcie ziemie wchodzące później w skład Wielkiego Księstwa Litewskiego.

## Historia
Ruś Czarna wchodziła w skład Rusi Kijowskiej do 1084, potem istniała jako jej księstwo zależne. Na początku XIII wieku przeszła pod zwierzchnictwo księstwa połockiego. W 1239 została zhołdowana przez Mendoga. Około 1241 najechana i zniszczona przez mongolskie wojska Batu-chana. W latach 1254–1258 należała do domeny Lwa Daniłowicza. Od 1258 stała się ponownie przedmiotem litewskiej ekspansji, Do Litwy na stałe przyłączył ją książę Giedymin, co ostatecznie potwierdzono w 1441. Po zawarciu unii lubelskiej znalazła się w składzie Rzeczypospolitej Obojga Narodów w ramach Wielkiego Księstwa Litewskiego. Podczas IV wojny moskiewskiej została zdewastowana przez wojska rosyjskie pod dowództwem Aleksego Trubeckiego w 1655. W wyniku drugiego i trzeciego rozbioru Polski przeszła pod administrację rosyjską. 
W latach 1918–1921 była teatrem walk w wojnie polsko–bolszewickiej. Po traktacie ryskim znalazła się w składzie II Rzeczypospolitej. Stan ten trwał do września 1939, po zakończeniu walk stała częścią Białoruskiej SRR. Od ataku III Rzeszy na ZSRR w 1941 do 1944 znajdowała się pod okupacją niemiecką. Od 1945 ponownie włączono ją do Związku Radzieckiego i pozostawała jego częścią do rozpadu ZSRR w 1991. 
Współcześnie Ruś Czarna w większości wchodzi w skład Republiki Białoruskiej.